# Сибирские Увалы
Сиби́рские Ува́лы — система возвышенностей на севере Западной Сибири, протянувшаяся с запада на восток от Оби до Енисея на 900 км. Располагается в Ямало-Ненецком и Ханты-Мансийском автономных округах и на части территории Красноярского края; является водоразделом между правыми притоками Оби и верховьями рек Казым, Надым, Пур и Таз. Западная и восточная части имеют моренно-холмистый рельеф, центральная часть возвышенности плоская и сильно заболоченная.
Высота до 278 м (массив в урочище Сыркальтотпорэльсэк в верховьях реки Саран, по другим данным — 285 м).
Иногда в состав Сибирских Увалов включают Северо-Сосьвинскую возвышенность на левом, западном берегу Оби, высоты которой достигают 307 м (гора Люлимвор в излучине Северной Сосьвы, по другим данным — 301 м). Из флоры преобладает хвойно-мелколиственная тайга. Имеются месторождения нефти и газа.